# Sydney Trains
Sydney Trains es una operadora ferroviaria australiana propiedad del Gobierno de Nueva Gales del Sur y opera los principales servicios férreos del área metropolitana de Sídney, Nueva Gales del Sur. Es subsidiaria del servicio de transportes del Estado.
Por la red circulan metros híbridos suburbanos con líneas circulares por el centro con ramales en sus respectivas líneas.

## Historia
En mayo de 2012 el ministro de Transportes anunció la restructuración de RailCorp. En consecuencia las estaciones del área metropolitana de Berowra, Emu Plains, Macarthur y Watwerfall pasaron a ser transferidas a Sydney Trains por parte de CityRail a partir del 1 de julio de 2013. Las líneas del Intercity y la Hunter (de Hamilton a Scone), entonces operadas por la mencionada empresa y NSW TrainLink pasaron a formar parte de la estructura ferroviaria.

## Líneas
| Líneas | Nombre                           |
| ------ | -------------------------------- |
|        | North Shore & Western Line       |
|        | Leppington & Inner West Line     |
|        | Liverpool & Inner West Line      |
|        | Eastern Suburbs & Illawarra Line |
|        | Cumberland Line                  |
|        | Lidcombe & Bankstown Line        |
|        | Olympic Park Line                |
|        | Airport & South Line             |
|        | Northern Line                    |